# Vijay Varma
Vijay Varma es un actor indio que trabaja predominantemente en el cine hindi. Varma saltó a la fama con su papel en Pink (2016) y desde entonces ha actuado en papeles aclamados por la crítica en MCA (2017), Gully Boy (2019), Baaghi 3 (2020), Darlings (2022) y la serie web Mirzapur (2020- presente), Ella (2021) y Dahaad (2023).

## Biografía
Varma nació el 29 de marzo de 1986 en una familia Marwari establecida en Hyderabad, Telangana. Estudió en la FTII.

## Carrera
Varma comenzó su viaje actoral como artista de teatro en su ciudad natal, Hyderabad. Trabajó en numerosas obras antes de decidir mudarse a Pune durante dos años para obtener una educación formal en actuación en FTII. Después de terminar su curso de posgrado, se mudó a Mumbai en busca de trabajo como actor. Su primer trabajo como actor fue en el cortometraje de Raj Nidimoru and Krishna D.K. titulado Shor, que fue muy aclamado en festivales y ganó el premio al Mejor Cortometraje en el festival MIAAC, en Nueva York ese año. También trabajó en la película Pink, aclamada por la crítica.[cita requerida]